# Пономарёв, Александр Сергеевич (продюсер)
Алекса́ндр Серге́евич Пономарёв (13 октября 1956, Аткарск) — деятель советского и российского телевидения, продюсер, медиаменеджер. Член Академии российского телевидения.
Первый заместитель генерального директора АНО «Общественное телевидение России» (2012—2022). В прошлом занимал должность генерального директора на телеканалах «ТВ-6» (1993—2001), «Культура» (2001—2005) и «ТВЦ» (2005—2012).

## Биография
Родился в Аткарске. Отец, Сергей Васильевич, был слесарем локомотивного депо; мать, Любовь Сергеевна, работала учителем.

### Образование
- Окончил школу с золотой медалью.
- В 1978 году с отличием окончил физический факультет Саратовского государственного университета[2].
- В 1984 году окончил Высшую комсомольскую школу при ЦК ВЛКСМ[2].
- После окончания института работал по специальности инженер в НИИ механики и физики при Саратовском государственном университете.

### Комсомол
- С 1979 по 1984 гг. — главный методист агитпоезда «Комсомольская правда» по БАМу, руководитель агитпоезда «Ленинский комсомол» по Нечерноземью.
- С 1984 по 1987 гг. — инструктор отдела пропаганды ЦК ВЛКСМ. В то время отделом пропаганды заведовал Владимир Егоров, он рекомендовал Пономарёву идти работать в сектор печати, несмотря на отсутствие опыта[3]. Инструктором патрулировал молодёжные редакции радио, телевидения и печати (журналы «Ровесник», «Юный художник» и др.). Так познакомился с Эдуардом Сагалаевым, Борисом Непомнящим (главным редактором радио «Юность»), которые практически одновременно пригласили его на работу в свои редакции. Пономарёв выбрал телевидение[3].

### Телевидение
- Впервые попал на телевидение в 1970-х годах в Саратове, будучи студентом. Был приглашён соведущим[3].
- С 1987 по 1991 гг. — в Главной редакции программ для молодёжи ЦТ. В редакцию Пономарёва пригласил Эдуард Сагалаев, на тот момент — главный редактор. Сначала Пономарёв занял должность заместителя, через год — самого главного редактора[3]. А. Г. Лысенко в своей книге «ТВ живьём и в записи» писал о Пономарёве:

Он пришёл в редакцию, ожидавшую от этого «выкормыша ЦК ВЛКСМ» прекращения вольницы, духа молодёжки. И стал частью редакции, приняв на себя ответственность за промахи и ошибки, защищая всех и вся. Он пришёл и пообещал, что не будет вмешиваться в творчество, а будет заниматься только обеспечением работы «творюг», а оказался хорошим редактором и человеком, чувствующим новое.

- С 1991 по 1992 гг. — директор телевизионной студии «Эксперимент» РГТРК «Останкино», заместитель генерального директора РГТРК «Останкино». Совмещение двух должностей стало следствием компромисса. В августе 1991 года председателем Гостелерадио был назначен Егор Яковлев, который предложил Пономарёву стать своим заместителем. Но так как Пономарёв не хотел полностью уходить в управленческую работу «Останкино», было принято решение оставить за ним студию «Эксперимент» (бывшую Студию молодёжных программ). В январе 1993 года председателем РГТРК «Останкино» стал Вячеслав Брагин, с которым у Пономарёва не сложились отношения. Поэтому по предложению Эдуарда Сагалаева Пономарёв ушёл работать в МНВК.
- С января 1993 по март 2001 года — сначала исполнительный, затем генеральный директор «Московской независимой вещательной корпорации» (МНВК), а также телеканала ТВ-6[5][6].
- С 15 февраля 1996 по 9 февраля 1997 года, в связи с назначением Эдуарда Сагалаева председателем ВГТРК, становится президентом МНВК. В это же время при участии Пономарёва у ТВ-6 появляется собственный симфонический оркестр «Русская филармония» п/у дирижёра А. Ведерникова[7]. С 10 февраля 1997 года переведён обратно на должность генерального директора МНВК[8].
- В марте 2001 года, после назначения на должность генерального директора ТВ-6 Бадри Патаркацишвили, стал первым заместителем генерального директора, а также исполнительным директором телеканала[9]. Покинул ТВ-6 в апреле 2001 года после прихода команды Евгения Киселёва[10][11][12], написав 17 апреля заявление об увольнении[13][14].
- С июня 2001 по декабрь 2005 года — заместитель председателя ВГТРК, генеральный директор ГТРК «Культура»[15][16][17]. Под его руководством на телеканале произошла реконструкция сетки вещания[18][19][20], создана собственная современная техническая база, создано и начало вещание радио «Культура» в рамках ГТРК «Культура», принята и начала реализовываться программа развития современной базы звукозаписи.
- С декабря 2005 по октябрь 2012 года — генеральный директор телекомпании «ТВЦ»[21][22]. Предложение назначить Пономарёва в этой должности возникло ещё в 2004 году[23]. С августа по октябрь 2012 года, после начала интеграции ТРВК «Московия» в «ТВ Центр», одновременно являлся генеральным директором телеканалов «ТВ Центр» и «Московия»[24]. Покинул свой пост в октябре 2012 года[25].
- С ноября 2012 по 2022 год — Первый заместитель генерального директора автономной некоммерческой организации «Общественное телевидение России». С 20 июня по 2 июля 2021 года после смерти Анатолия Лысенко — исполняющий обязанности генерального директора ОТР (по должности). С 2022 года — советник генеральной дирекции ОТР.

## Личная жизнь
Женат, есть двое детей — Елена (р. 1982) и Денис (р. 1988).

## Награды
- Орден «За заслуги перед Отечеством» IV степени (16 ноября 2011) — за большие заслуги в развитии отечественного телерадиовещания и многолетнюю плодотворную деятельность[26]
- Орден Александра Невского (15 июля 2022) — за большой вклад в развитие средств массовой информации и многолетнюю добросовестную работу[27]
- Орден Почёта (17 августа 2017) — за большой вклад в развитие отечественной культуры, искусства, средств массовой информации и многолетнюю плодотворную деятельность[28]
- Орден Дружбы (27 ноября 2006) — за большой вклад в развитие отечественного телерадиовещания и многолетнюю плодотворную деятельность[29]
- Благодарность Президента Российской Федерации (23 апреля 2008 года) — за информационное обеспечение и активную общественную деятельность по развитию гражданского общества в Российской Федерации[30].
- Орден Даниила Московского III степени (29 марта 2013) — в связи с поддержкой информационной деятельности Русской Православной Церкви[31]
- Премия «Человек года» в номинации «Телевидение» Федерации Еврейских общин России (2007)[32]